# Takers – The Final Job
Takers – The Final Job (Originaltitel: Takers) ist ein US-amerikanischer Spielfilm aus dem Jahr 2010 von John Luessenhop. Der Film erzählt die Geschichte der letzten beiden Überfälle einer Gruppe von Verbrechern bestehend aus Gordon Jennings (Idris Elba), John Rahway (Paul Walker), A.J. (Hayden Christensen), Jake Attica (Michael Ealy) sowie dessen Bruder Jesse Attica (Chris Brown). Ihre Antagonisten sind die Polizisten Jack Welles (Matt Dillon) und Eddie Hatcher (Jay Hernández).

## Handlung
Die Polizisten Welles und Hatcher vereiteln einen Drogendeal, während das Team um Gordon Jennings eine Bank in einem Hochhaus überfällt und mit Hilfe eines gekaperten Fernseh-Hubschraubers fliehen kann. Die beiden Polizisten werden auf den Fall angesetzt.
Delonte Rivers, genannt Ghost, hat seine Haftstrafe wegen eines missglückten Überfalls der Bande abgesessen. Seine ehemalige Freundin Lily ist inzwischen mit Jake verlobt. Er versichert seinen ehemaligen Kumpanen, dass er keinen Groll wegen der Haftstrafe oder der Verlobung gegen sie hegt, und schlägt ihnen einen neuen Überfall vor, der allerdings innerhalb der nächsten fünf Tage stattfinden müsse. Er habe sich über Kontakte zur Russenmafia die genaue Route eines Geldtransports besorgen können, der in fünf Tagen stattfinden wird. Nach einigem Zögern stimmt die Bande zu und beginnt einen Plan zum Überfall auszuarbeiten. Dazu wählen sie ein Stück der Route, welches von einer ehemaligen U-Bahn-Strecke untertunnelt ist, und präparieren diese mit C4-Sprengstoff.
Zwischenzeitlich ermitteln Welles und Hatcher die Adresse der Russenmafia und stürmen diese. Dabei werden zwei der Russen erschossen und eine Menge Sprengstoff und Waffen sichergestellt. Des Weiteren findet Welles eine Verbindung der Russenmafia zu Ghost. Während er diesen beschattet, entdeckt er eine Verbindung zwischen Ghost und Gordon. Als die beiden Polizisten dann wiederum entdecken, dass Gordon sich zum Zeitpunkt des Banküberfalls im Gebäude befand, verdichtet sich der Verdacht, dass dieser für den Überfall verantwortlich sei. Welles erfährt von der Abteilung für Innere Angelegenheiten, dass sein Partner Hatcher korrupt ist. Welles stellt Hatcher zur Rede und möchte diesen eigentlich nach Hause fahren, doch Hatcher überredet ihn, weiter ihre Arbeit zu machen, so lange sie können. Also wollen die beiden Gordon festnehmen, doch dieser ist derweil mitten im zweiten Überfall.
Der Überfall verläuft nicht wie geplant. Der Geldtransporter, der eigentlich in das gesprengte Loch in der Straße fallen sollte, kommt vor dem gesprengten Loch zu stehen und es bricht ein Feuergefecht zwischen den Gangstern und den Wachleuten aus. Durch das beherzte Eingreifen von John gelingt es schließlich, den Geldtransporter in das Loch zu schieben und aufzubrechen. Die Verbrecher können mit dem Geld durch die U-Bahn-Tunnel fliehen. Welles und Hatcher, die zwischenzeitlich ebenfalls am Ort des Überfalls angekommen sind, erinnern sich an einen bei der Russenmafia sichergestellten Stadtplanausschnitt und stellen Jesse an einer darauf markierten U-Bahn-Station. Dieser kann jedoch fliehen und erschießt auf der Flucht Hatcher.
Die Verbrecher treffen sich im Roosevelt Hotel, um das Geld zur Geldwäsche zu übergeben. Derweil hintergeht Ghost seine Mitstreiter und verrät den Aufenthaltsort der Bande an die Russenmafia, denen er ebenfalls die Pläne für den Überfall angeboten hatte. Diese stürmen schwerbewaffnet das Hotelzimmer der Gang und liefert sich mit ihnen ein schweres Feuergefecht, bei dem A.J. und sämtliche Russen erschossen werden. Ghost kann derweil fliehen. Die verbliebene Gang geht zunächst getrennte Wege. Jake und Jesse gehen zurück in ihren Club. Dort entdecken sie, dass Lily von Ghost umgebracht worden ist. Später werden sie im Club von der Polizei gestellt und erschossen.
Gordon fährt derweil zu seinem Apartment, in welchem ihm Welles auflauert. Gordon bemerkt den Hinterhalt aber rechtzeitig und flieht zum Flughafen, von wo die Gang sich ins Ausland absetzen will. Unterwegs ruft ihn John an und erklärt ihm, dass er vermutet, dass sich Ghost das erbeutete Geld, welches auf dem Weg zur Geldwäsche ist, ebenfalls holen möchte. Tatsächlich tötet Ghost den Geldwäscher und möchte sich gerade mit dem Geld absetzen, als er von Gordon gestellt wird. Gleichzeitig kommt auch Welles am Flughafen an. Es kommt zu einem Feuergefecht, bei dem Welles und Gordon verletzt werden. John, der zwischenzeitlich auch am Flughafen angekommen ist, erschießt Ghost, entwaffnet Welles und verfrachtet den verletzten Gordon und das Geld in dessen Fahrzeug.
Der Film endet, wie die beiden im Auto davonfahren.

## Hintergrund
Der Film wurde in Los Angeles sowie Culver City gedreht. Die Dreharbeiten begannen am 8. September 2008 und endeten am 14. November 2008. Das Budget des Films wird auf 20 Millionen US-Dollar geschätzt. Der Versand des Films an die Kinos erfolgte unter dem Codenamen Wide Ranging. Der Film feierte am 4. August 2010 seine Premiere in Hollywood. Ab dem 20. August 2010 war der Film in Kanada zu sehen. Im Vereinigten Königreich lief der Film am 1. Oktober 2010 an. In den Schweizer Kinos startete der Film am 7. Oktober 2010. In Deutschland erfolgte der Filmstart am 4. November 2010.
Am Eröffnungswochenende spielte der Film in den USA über 20,5 Millionen US-Dollar ein. An den US-amerikanischen Kinokassen erzielte der Film Einnahmen in Höhe von über 57,7 Millionen US-Dollar.
Takers war der erste Film, für den Future- und Optionshandel basierend auf Box Office-Renditen möglich war. Die Commodity Futures Trading Commission genehmigte den umstrittenen Vorschlag im Juni 2010.
Die von Paul Walker gespielte Figur John Rahway sowie die von Chris Brown und Michael Ealy verkörperten Rollen der Attica-Brüder sind allesamt nach Haftanstalten benannt. Das Gefängnis Attica befindet sich in Upstate New York, während das Rahway-Gefängnis in New Jersey liegt.
Die Unterhaltung zwischen Idris Elba und Paul Walker am Anfang und am Ende des Films verläuft nahezu identisch, wenn auch in vertauschten Rollen. In beiden Fällen wird danach gefragt, ob das Befinden des Kollegen in Ordnung sei, worauf die Antwort „sieht ganz danach aus“ zu hören ist.

## Deutsche Synchronfassung
Die deutsche Synchronbearbeitung entstand bei Berliner Synchron in Berlin. Das Dialogbuch verfasste Erik Paulsen, der zugleich die Synchronregie führte.
| Darsteller             | Deutscher Sprecher    | Rolle                    |
| ---------------------- | --------------------- | ------------------------ |
| Chris Brown            | Sven Hasper           | Jesse Attica             |
| Hayden Christensen     | Tim Sander            | A.J.                     |
| Matt Dillon            | Florian Halm          | Jack Welles              |
| Michael Ealy           | Felix Spieß           | Jake Attica              |
| Idris Elba             | Ingo Albrecht         | Gordon Jennings          |
| Steve Harris           | Tim Moeseritz         | Lt. Carver               |
| T.I.                   | Björn Schalla         | Delonte „Ghost“ Rivers   |
| Jay Hernández          | Sascha Rotermund      | Eddie Hatcher            |
| Zoe Saldana            | Tanja Geke            | Lilly                    |
| Johnathon Schaech      | Boris Tessmann        | Scott                    |
| Paul Walker            | Jaron Löwenberg       | John Rahway              |
| Marianne Jean-Baptiste | Claudia Kleiber       | Naomi Cozier             |
| Gaius Charles          | Tobias Müller         | Max                      |
| Gideon Emery           | Waléra Kanischtscheff | Sergei                   |
| Zulay Henao            | Wicki Kalaitzi        | Monica Hatcher           |
| Glynn Turman           | Uwe Jellinek          | Chief Detective Duncan   |
| Nicholas Turturro      | Bernhard Völger       | Franco Dalia             |
| Isa Briones            | Mathilda Benda        | Sunday Welles            |
| Andrei Runtso          | Matthias Scherwenikas | Constatine               |
| Nathan Bell            | Christoph Banken      | Cop in a Hole            |
| Harrison S. Miller     | Jonas Frenz           | Eddie, Jr.               |
| Conrade Gamble         | Matthias Klages       | Haitianischer Dieb       |
| Will McFadden          | Patric Tavanti        | Haitianischer Anwalt     |
| Paul Stephen Hubbard   | Klaus Lochthove       | Internal Affairs Officer |
| Terrell Lee            | Christoph Banken      | Parole Officer           |
| Gino Anthony Pesi      | Karlo Hackenberger    | Paulie, Jr.              |
| John Meier             | Gunnar Helm           | Police Officer           |
| Scott Wilder           | Klaus Lochthove       | Police Officer           |
| Mike Wood              | Klaus Lochthove       | Polizeitechniker         |
| Andrew Fiscella        | Viktor Neumann        | Security Chief           |
| Daniel Stevens         | Matthias Scherwenikas | Slick                    |
| Lanny Joon             | Olaf Reichmann        | Vice Cop                 |
|                        | Stefan Staudinger     | Junkie                   |

## Kritiken
Der Film erhielt überwiegend schlechte Kritiken. Basierend auf der Auswertung von 117 Kritiken ermittelte Rotten Tomatoes eine Positivquote von lediglich 28 Prozent. Als kritischer Konsens wurden „Zweidimensionalität und ein klischeehaftes Drehbuch“ herausgearbeitet.
Die Redaktion von TV Spielfilm urteilt, Takers sei ein „spannender Gangsterfilm nach großen Vorbildern“ und vergleicht diesen mit Heat von Michael Mann. „Der testosteronschwere Einbrecherthriller ist eine bleihaltige Actionvariante der »Ocean's …«-Serie.“

## Auszeichnungen
Der Film wurde 2009 mit dem California on Location Award ausgezeichnet. Bei den BET Awards wurde Idris Elba im Jahr 2011 als bester Schauspieler ausgezeichnet, während er im selben Jahr bei den Image Awards als Outstanding Supporting Actor in a Motion Picture nominiert wurde. In derselben Kategorie wurde Chris Brown bei den Bet Awards 2011 nominiert, während der Film eine Nominierung als bester Film erhielt. Zoe Saldana wurde 2011 bei den ALMA Awards als beste Schauspielerin eines Dramas oder Abenteuerfilms nominiert. Bei den Black Reel Awards wurden David Rapaport und Lindsey Hayes Kroeger in der Kategorie Best Ensemble nominiert, während Avery Duff, John Luessenhop, Gabriel Casseus sowie Peter Allen für das beste Drehbuch nominiert wurden.